# Biblioteka Uniwersytecka w Heidelbergu
Biblioteka Uniwersytecka w Heidelbergu (niem. Universitätsbibliothek Heidelberg) jest centralną biblioteką Uniwersytetu w Heidelbergu.

## Historia
Biblioteka Uniwersytecka w Heidelbergu to najstarsza biblioteka uniwersytecka w Niemczech. Jej początki sięgają założenia Uniwersytetu w Heidelbergu w 1386 roku.
Dyrektorzy Biblioteki Uniwersyteckiej w Heidelbergu
| - Friedrich Wilken (1808-1817) - Friedrich Christoph Schlosser (1817-1825) - Franz Joseph Mone (1825-1827) - Joseph Eiselein (1827-1833) - Johann Christian Felix Bähr 1833-1872 - Karl Zangemeister (1873-1902) - Jakob Wille (1902-1922) - Rudolf Sillib (1922–1934) - Hermann Finke (1934–1935) - Karl Preisendanz (1935-1945) - Hermann Finke (1945-1947) | - Joseph Deutsch (1947–1952) - Walter Bauhuis (1952–1953) - Carl Wehmer (1953–1965) - Walter Koschorreck (1965-1978) - Walter Henß (1977-1979) - Elmar Mittler (1979-1990) - Wilfried Werner (1990-1991) - Hermann Josef Dörpinghaus (1991-2001) - Gisela Weber (2001-2002) - Veit Probst (2002-2023) - Jochen Apel (od 2023) |

## System biblioteczny
System biblioteczny Uniwersytetu w Heidelbergu obejmuje łącznie 39 bibliotek.

### Rękopisy, stare druki

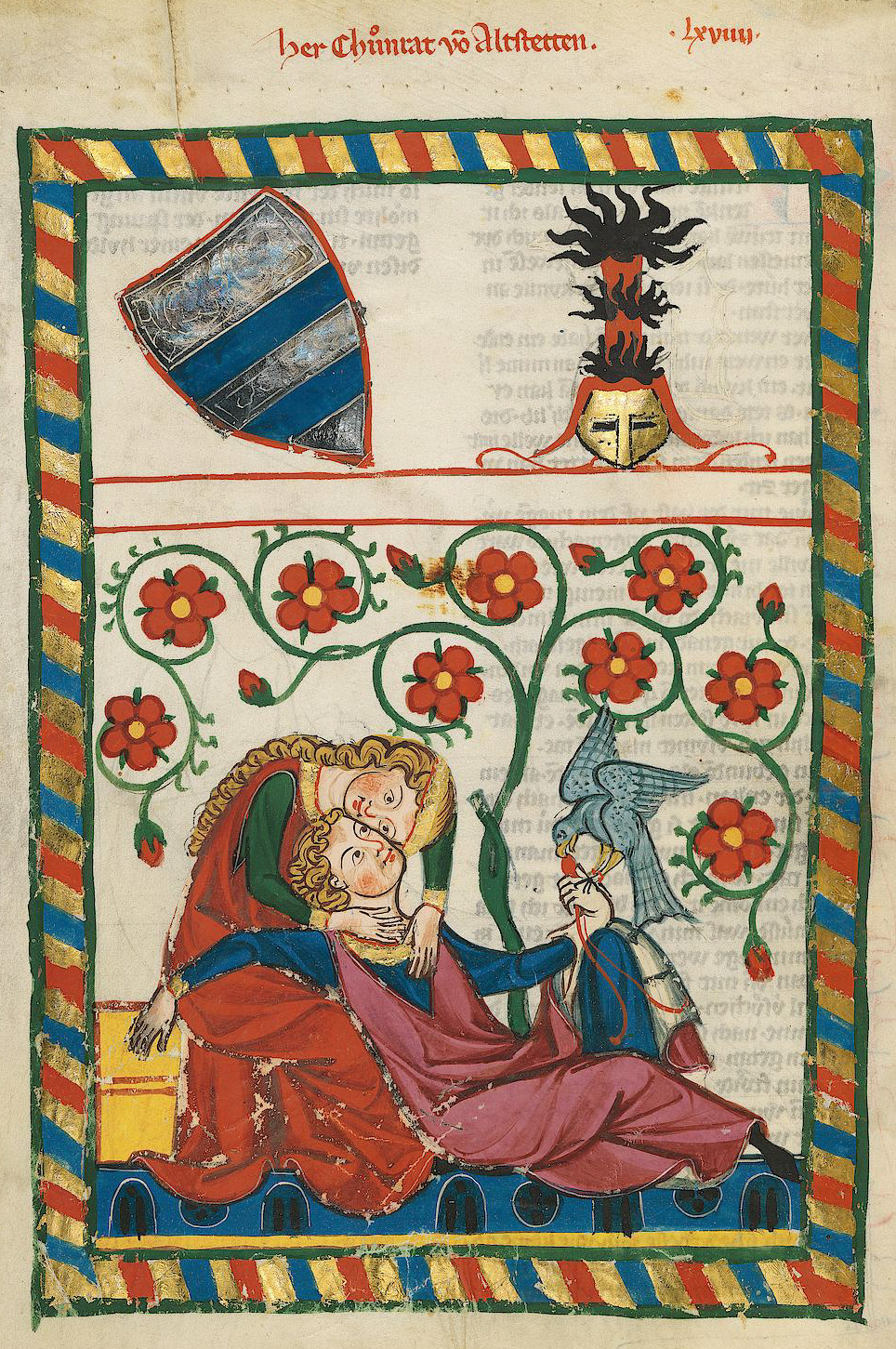
Codex Manesse, Konrad von Altstetten

Zbiory specjalne Biblioteki Uniwersyteckiej w Heidelbergu obejmują 6800 rękopisów, 1800 inkunabułów, 110 500 autografów oraz zbiór starych map, arkuszy graficznych, rysunków i fotografii.

### Zasoby cyfrowe
Zasoby cyfrowe tworzą 116 000 pełnotekstowych e-czasopism, około 3300 baz danych i 800 000 e-książek.

### Specjalistyczne usługi informacyjne

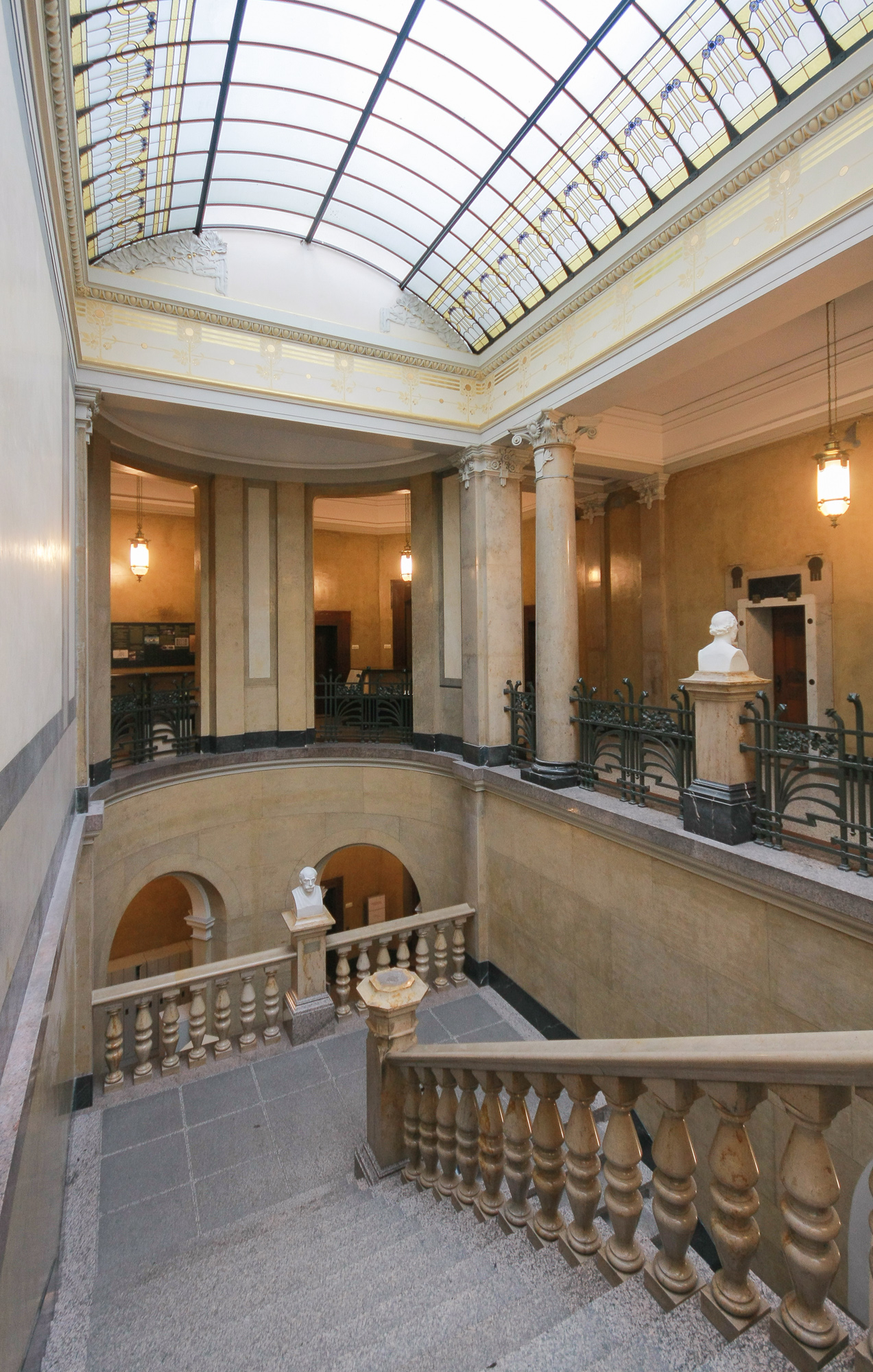
Biblioteka Uniwersytecka w Heidelbergu (klatka schodowa w gmachu głównym)

W ramach ogólnoniemieckiego systemu gromadzenia zbiorów bibliotecznych oraz specjalistycznych usług informacyjnych (Fachinformationsdienste für Wissenschaft – FID) Biblioteka Uniwersytecka w Heidelbergu zarządzą następującymi dyscyplinami: egiptologią, archeologią klasyczną, europejską historią sztuki do 1945 r. oraz ogólną historią sztuki, a także Azją Południową.
- Arthistoricum – specjalistyczny serwis o sztuce, fotografii oraz dizajnie służący do badań i nauczania historii sztuki[4]. Partnerzy: Saksońska Biblioteka Państwowa i Uniwersytecka w Dreźnie, Instytut Historii Sztuki Uniwersytetu Ludwika i Maksymiliana w Monachium i inni.
- Propylaeum – specjalistyczny serwis z zakresu studiów klasycznych (egiptologia, starożytne studia bliskowschodnie, historia starożytna, archeologia klasyczna, filologia klasyczna, studia bizantyjskie oraz filologia klasyczna). Partnerzy: Bawarska Biblioteka Państwowa w Monachium, Instytutu Filologii Klasycznej Uniwersytetu Humboldta w Berlinie i Biblioteka Uniwersytecka w Tybindze, Niemiecki Instytut Archeologiczny w Berlinie (DAI) oraz Katedra Historii Starożytnej Katolickiego Uniwersytetu w Eichstätt.
- CrossAsia – specjalistyczny serwis o Azji Wschodniej i Południowej. Partnerzy: Biblioteka Instytutu Azji Południowej Uniwersytetu w Heidelbergu i Biblioteka Państwową w Berlinie.

## Współpraca z Polską
Biblioteka Uniwersytecka w Heidelbergu systematycznie digitalizuje polskie piśmiennictwo o sztuce i archeologii, za co została w 2020 r. uhonorowana Dyplomem Ministra Kultury i Dziedzictwa Narodowego, Dyplomem Stowarzyszenia Historyków Sztuki, a dr Maria Effinger – Medalem Merentibus Stowarzyszenia Historyków Sztuki.